# Св. св. Константин и Елена (Бубакево)
„Св. св. Константин и Елена“ (на гръцки: Αγίου Κωνσταντίνου και Ελένης) е православна църква в гумендженското село Бубакево (Месия), Егейска Македония, Гърция, част от Гумендженската, Боймишка и Ругуновска епархия на Вселенската патриаршия.
Храмът е средновековен, построен като джамия в XV – XVI век. След изселването на мюсюлманското население на селото и настаняването на негово място на гърци бежанци от Източна Тракия, в 1924 година джамията е превърната в църква, енорийски храм на Бубакево. Сградата, както и несъществуващата днес ограда, са изградени от мраморни блокове от антична сграда. Сградата има правоъгълен план и е покрита с купол, основаващ се на осмоъгълен барабан. Първоначалното покритие на купола, оцеляло до 1950 година е от оловни листове. Арките са заострени.
В 1924 година при превръщането на сградата в църква е достроен олтар на изток. През 1930 г. е добавен притвор и галерия в западната част с трем отпред. Две десетилетия по-късно те са разрушени и църквата отново е преустроена в трикорабна базилика. Иконите в църквата са донесени от храмовете на бежанците в Източна Тракия.
В 1981 година църквата е обявена за паметник на културата под надзора на Девета ефория за византийски старини към Министерството на културата.